# Мислав Безмалиновић
Мислав Безмалиновић (Сплит, 11. мај 1967 — Сплит, 31. август 2024) био је југословенски и хрватски ватерполиста.

## Спортска биографија
Рођен је у Сплиту 11. маја 1967. године. Завршио је Економски факултет. Ватерполо каријеру је започео у сплитском Јадрану. Безмалиновић је за први тим Јадрана наступао од 1982. до 1994. године, потом је играо за италијанску Пескару од 1994. до 1995, а затим кратко за Ватерполо клуб Салона из Солина. Са екипом Јадрана је 1991. године освојио титулу првака Југославије и куп Медитерана, те две титуле клупског првака Европе 1992. и 1993. године.
Са ватерполо репрезентацијом Југославије је освојио златну медаљу на Олимпијским играма у Сеулу 1988. Са репрезентацијом Југославије освојио је сребрну медаљу на Европском првенству 1989. године у Бону. Његова ризница трофеја са југословенском репрезентацијом, подупрта је још једним златом и то на Светском првенству 1991. године у Перту. Нa Медитеранским играма 1991. у Атини је освојио сребрну медаљу. Посљедњи пут за репрезентацију Југославије је наступао на припремном турниру у Дуизбургу. Безмалиновић се заједно са неколико играча повукао из репрезентације Југославије пред почетак Европског првенства у ватерполу 1991. у Атини након почетка отвореног рата у Хрватској. Од 1991. до 1994. године је наступао за репрезентацију Хрватске.
Безмалиновић је од 2012. године члан Куће славних сплитског спорта. Умро је 31. августа 2024. године.